# Économie du football
L'économie du football est la branche de l’économie du sport couvrant le football.

## Économie des clubs

### Recettes
L'économie du football en 2013 représenterait 5 milliards d’euros de chiffre d’affaires en France et 400 milliards dans le monde, avec une part importante dédiée au coût des joueurs et de leurs agents. Le chiffre d'affaires cumulé des 20 premiers clubs masculins les plus importants en poids financier sur le plan mondial représente 10,5 milliards d'euros, en hausse de 14 % en 2022-2023 par rapport à la saison précédente. Le Real Madrid est en tête, avec 831 millions d'euros de CA, suivi du Manchester City (826 M€) et du PSG (802 millions). L'autre club français présent dans ce classement est l'OM, avec un CA de 258 M€. Globalement, pour ces clubs, la billetterie et les produits dérivés représentent plus de la moitié des recettes (respectivement 1,9 et 4,4 milliards d'euros).
Le football féminin, bien que présentant pour les 15 clubs les plus riches une hausse de 61 % de chiffre d'affaires, reste très en deçà avec un CA moyen de 4,3 millions d'euros, et un maximum enregistré par le club de tête, le FC Barcelone féminin, de 13,4 millions d'euros.

#### Recettes aux guichets
Le football se transforme en business dès le milieu des années 1880 au Royaume-Uni. Les solides recettes enregistrées aux guichets permettent de financer l'adoption du professionnalisme et la construction de stades. Au niveau des affluences, la première saison du championnat d'Angleterre (1888-1889) affiche 4 639 spectateurs de moyenne par match. La marque de 10 000 spectateurs de moyenne est franchie avant la fin du XIXe siècle, celle des 20 000 avant la Première Guerre mondiale. Les recettes guichets restent l'élément essentiel du budget des clubs jusqu'aux années 1990. Elles sont progressivement supplantées par les droits de retransmission télévisuelle. Cela dit, pour certains clubs proposant des services annexes (bar, restaurant, voiturier, etc.), les recettes de billetterie sont très importantes (ex: Arsenal).

#### Publicité
Si les maillots restent longtemps vierges de toute publicité, le stade est très vite doté de panneaux publicitaires. La publicité constitue un poste important des recettes, notamment depuis la fin des années 1960 et l'autorisation d'arborer des publicités sur les maillots en octobre 1969 en France après une tentative avortée en 1968 : la Ligue voulait imposer à tous les clubs le même partenaire. Le Nîmes Olympique et l'Olympique de Marseille sont les premiers clubs professionnels français à porter une publicité sur leurs maillots. L'UEFA autorise les publicités sur les maillots en coupes d'Europe des clubs à partir de 1982, sauf pour les finales où l'interdit est levé en 1995. La FIFA interdit les publicités sur les maillots des équipes nationales.

#### Droits radio et télévision
Les droits payés par la télévision représentent 1 % des recettes des clubs français en 1980. Ce type de recettes concernent en fait seulement les clubs disputant des coupes européennes. La situation est identique dans les autres nations européennes. Il faut attendre 1983 en Angleterre et 1984 en France pour assister à la signature de contrats de retransmissions des championnats. Les clubs refusèrent longtemps ces contrats car la télévision n'était pas prête à les rémunérer correctement. Concurrence entre les chaînes oblige, les montants des contrats augmentent rapidement, et la part dans les recettes des clubs passe à un tiers, puis aux deux tiers des budgets. Cette dépendance n'est pas sans danger. Ainsi, en Allemagne le groupe Kirch qui contrôlait les droits de la Bundesliga dépose son bilan le 8 avril 2002 mettant en péril l'économie du championnat d'Allemagne. Le gouvernement allemand intervient, puis la situation se stabilise à la suite de la signature d'un nouveau contrat de diffusion avec un autre opérateur. La faillite du groupe ITV en Angleterre a également plombé les budgets clubs anglais de seconde division.

#### Produits dérivés
Les produits dérivés, des programmes de matches aux gadgets aux couleurs des clubs, apparaissent également dès la fin du XIXe siècle outre-Manche. Le merchandising représente une source importante de revenus pour certains clubs, tandis que d'autres, français notamment, négligent ce marché. En 2005-2006, le Paris Saint-Germain n'enregistre que 833 000 euros de recettes de merchandising, en baisse de 34 % par rapport à la saison précédente. Chez les clubs britanniques, la part du merchandising est beaucoup plus importante, car l'offre est beaucoup plus diversifiée, et la distribution correctement assurée.

#### Subventions
Elles concernent aussi bien des subventions aux clubs que des investissements nationaux ou locaux  dans les structures sportives tels que les terrains de football. En France, en 2024, un plan national prévoit 92 millions d'euros d'équipements de proximité et d'écoles, auxquels il convient d'ajouter les financements de stade, qui traditionnellement, ne relèvent pas des clubs.

### Dépenses

#### Salaires

##### Footballeurs
Les salaires des footballeurs restent longtemps médiocres. Certains clubs comme le Real Madrid ou les clubs anglais proposent toutefois de meilleures conditions salariales dans les années 1950-1960, mais il faut attendre la mise en place du contrat à temps dans les années 1970 pour voir les salaires des footballeurs augmenter de manière significative. Au milieu des années 1980, ils restent encore en retrait par rapport à d'autres disciplines comme la Formule 1, le basket-ball américain, la boxe, le golf et le tennis notamment. La star Diego Maradona ne reçoit ainsi « que » 7,5 millions de francs français (~ 1.2 million $) par saison à Naples tandis que le boxeur Larry Holmes perçoit plus de 45 millions de francs français (~ 6 millions $) sur la seule année 1984.
Mais les choses ont depuis bien changé. Le joueur le mieux payé au monde en 2008 (salaires et revenus annexes) était David Beckham avec 31 millions d'euros par an selon France Football, 48 millions de dollars soit 37 millions d'euros selon Sports Illustrated, ce qui en faisait le troisième sportif le mieux payé au monde, loin derrière les golfeurs Phil Mickelson (62 Mio USD dont 53 de revenus annexes) et surtout Tiger Woods (128 Mio USD, dont 105 de revenus annexes). En 2009, David Beckham était toujours le mieux payé avec 32,4 millions d'euros par an, dont 4,9 millions d'euros de salaire hors primes, derrière Zlatan Ibrahimović (11 millions d'euros par an de l'Inter Milan), Kaká (9 millions d'euros du Milan AC), Lionel Messi et Thierry Henry (8,5 et 8 millions d'euros à Barcelone) et Cristiano Ronaldo (7,3 millions d'euros annuels de Manchester United). En 2011, Messi est déclaré par France Football comme étant le footballeur le mieux payé au monde avec un salaire annuel brut de 33 millions d'euros, devant Beckham (31 millions) et Cristiano Ronaldo (29 millions).
À titre de comparaison, les joueurs les mieux payés en France pour la saison 2008-2009 (hors revenus annexes) sont Juninho Pernambucano (380 000 euros par mois soit 4,6 millions annuels) et Claude Makelele (320 000 euros soit 3,8 millions annuels). France Football a revu en mars 2009 ses chiffres à la hausse, estimant que Claude Makelele percevait en réalité 4,5 millions d'euros bruts annuellement, et que Karim Benzema était le mieux payé avec 4,8 millions d'euros annuels bruts. Selon L'Équipe, en 2009-2010 les joueurs les mieux payés de Ligue 1 seraient Lisandro López (Lyon) avec 425 000 euros bruts mensuels devant Yoann Gourcuff (Bordeaux, 310 000 euros) et Lucho Gonzalez (Marseille, 300 000), Claude Makelele gagnant désormais 270 000 euros par mois.
Pour la saison 2007-2008, le salaire moyen net mensuel en Ligue 1 était de 41 000 euros, contre 150 000 euros en Angleterre selon France Football. Pour la saison 2008-2009, il était de 51 300 euros bruts (15%). Selon L'Équipe, le salaire moyen mensuel brut en L1 était de 47 700 euros en 2008-2009, contre 45 300 euros en 2009-2010.
Il est important de souligner que les disparités salariales au sein du monde professionnel sont extrêmement fortes. Par exemple, les six joueurs les mieux payés de MLS en 2015 (dans l’ordre Kaká, Steven Gerrard, Frank Lampard, Michael Bradley, David Villa et Sebastian Giovinco) touchaient à eux seuls l’équivalent de la somme des salaires des 414 joueurs (quasiment les trois quarts des joueurs) les moins bien payés du championnat. A elles seules, ces six « stars » aspiraient presque un quart de la masse salariale totale de MLS. Pr, contre, cette disparité en MLS est aussi dû au règlement des joueurs désignés, qui fait en sorte que, pour ne pas créer un écart entre les équipes ayant des budgets plus élevé et les plus petits clubs, un plafond salarial avec un salaire maximum est en place ; mais chaque équipe a droit à 3 joueurs avec le salaire voulu, mais qui ne compteront que pour un joueur de 436 250$ (montant 2015), ce qui est le montant du salaire maximum pour un joueur non-désigné. Voilà pourquoi certains joueurs font beaucoup plus d'argent.
Par ailleurs, il semble y avoir une très forte corrélation entre masse salariale d'une équipe et résultats sportifs sur le long terme. Toutefois, cette équation n'est pas vérifiée aux États-Unis, où les joueuses de soccer obtenaient de meilleurs résultats que les équipes masculines, mais étaient moins payées (environ 75 %) jusqu'en 2022 que leurs homologues masculins
Si les salaires aujourd'hui des footballeurs semblent aux yeux de certains très élevés, il faut savoir qu'en France, en 2013, on estimait qu'en fin de carrière, seuls 150 footballeurs professionnels (sur 2 000) pourraient vivre grâce à l'argent gagné lors de leur carrière, imposant donc aux autres une reconversion.

##### Footballeuses
La professionnalisation des footballeuses est récente. Leurs salaires sont notablement inférieurs, surtout en club. Le premier pays à offrir les mêmes salaires en sélection nationale est les États-Unis. Sous l'égide de Megan Rapinoe, les joueuses perdent en 2020 un procès contre leur fédération exigeant la fin des discriminations salariales. La fédération déclenche un tollé en expliquant que ces disparités sont justifiées, les joueurs masculins ayant selon elle plus de responsabilités, et leur pratique exigeant un niveau plus élevé de compétences, exprimées en vitesse et en force.  Finalement, un accord d'égalité salariale est conclu en 2022 pour les joueurs et joueuses en sélection.

##### Entraineurs
Selon le site Internet portugais Futebol Finance, Luiz Felipe Scolari (FC Bunyodkor) était l'entraineur de club le mieux payé au monde en 2009-2010, avec 16,6 millions d’euros annuels, devant José Mourinho (Inter Milan, 11,3 millions), Alex Ferguson (Manchester United, 7,6 millions) et Carlo Ancelotti (Chelsea, 6 millions plus une prime d’1,1 million en cas de doublé championnat-Ligue des champions). L’entraîneur français le mieux payé était Arsène Wenger à Arsenal, avec 4,8 millions d'euros par an.
En France, selon le Journal du dimanche, le salaire moyen d'un entraineur de Ligue 1 était de 68 500 euros, supérieur au salaire moyen des joueurs (45 300 euros). L'entraîneur le mieux payé était Claude Puel (Lyon) avec 250 000 euros par mois, soit 3 millions d'euros par an, devant Didier Deschamps (Marseille, 180 000 euros), Laurent Blanc (Bordeaux, 140 000 euros), Alain Perrin (Saint-Étienne, 110 000 euros) et Antoine Kombouaré (Paris, 96 000 euros).
Le sélectionneur le mieux payé était Fabio Capello (Angleterre) avec 560 000 euros net par mois et 8 millions d'euros de primes sur deux ans, Raymond Domenech ne gagnant « que » 40 000 euros brut par mois, et 826 000 euros de primes.

#### Transferts
Les transferts ont toujours existé dans le football et ils donnent rapidement lieu à une certaine surenchère. Le Britannique Alf Common est le premier joueur transféré pour 1 000 £ (1905). La marque des 5 000 £ est atteinte en 1922 avec Syd Puddefoot, 10 000 £ en 1928 pour David Jack, 20 000 £ en 1947 pour Tommy Lawton, 100 000 £ en 1961 pour Denis Law, 500 000 £ en 1979 pour David Mills, 1 000 000 £ pour Trevor Francis en 1979 également. Le record actuel est détenu par le transfert de Neymar du FC Barcelone vers le Paris Saint-Germain pour un montant de 222 millions d'euros, correspondant alors à sa clause libératoire.
Un Observatoire des Footballeurs Professionnels est créé en 2006 par le Centre international pour l'Étude du Sport (CIES) de l'université de Neuchâtel pour recenser les principaux transferts dans le monde du football.

#### Installations
Les clubs ou collectivités propriétaires des stades ne pouvant pas faire face à certains travaux louent le nom du stade à un sponsor. Cette forme de publicité existe déjà en France avant la Première Guerre mondiale avec le Stade du Matin, futur stade olympique de Colombes, qui porte le nom du journal quotidien parisien Le Matin de 1907 à 1919. En 1996, cette pratique est réintroduite par les Américains, et elle touche l'Europe à partir de 1997 avec le nouveau stade des Bolton Wanderers baptisé Reebok Stadium. La FIFA admet mal cette innovation, et à l'occasion de la Coupe du monde 2006 en Allemagne, les noms des stades ne comprenaient officiellement aucun nom de sponsor alors que leur construction fut en partie financée par cette voie.

#### Impôts
Le niveau d'imposition des clubs est variable selon les pays.

### Bilan et contrôle de gestion
Les clubs générant le plus de revenus font partie des principaux championnats européens : Angleterre, Espagne, Allemagne, Italie et France. La société Deloitte publie chaque année le classement des clubs ayant généré le plus de revenus, la société Forbes publiant elle le classement des clubs les plus « riches » (en).
Les montants financiers sont importants et les déficits de certains clubs peuvent également atteindre des montants record. La santé financière des clubs constitue un double enjeu : assurer leur pérennité et éviter le dopage financier, c'est-à-dire acheter une équipe à crédit. La France a mis en place au milieu des années 1990 la DNCG qui a mission de contrôler les comptes financiers des clubs professionnels avec le pouvoir de reléguer les clubs, d'interdire un club de promotion ou de limiter leur masse salariale. Longtemps en déficit chronique, les clubs de Ligue 1 présentent des comptes bénéficiaires depuis deux ans : plus de 42 millions d'euros de bénéfice net en 2006-2007 sur les 20 clubs de L1. Souvent évoquée, une DNCG européenne reste à créer afin d'éviter certaines dérives.
L'introduction des clubs en bourse est une évolution récente ne touchant que quelques rares clubs. À la fin de la saison 2006-2007, 11 clubs anglais, 5 danois, 4 turcs, 4 italiens, 3 portugais, 2 français, 1 écossais, 1 néerlandais, 1 suédois et 1 allemand étaient cotés en bourse.

## Retombées économiques indirectes
L'organisation de rencontres génère également toutes sortes de retombées économiques ne concernant pas directement le club ni même le monde du football. Auxerre, petite ville moyenne française, doit en grande partie sa notoriété, en France comme à l'étranger, à son équipe de football. L'AJA est un véritable ambassadeur de la ville, qui profite de plus de retombées directes en matière d'hôtellerie et d'activités accrues pour les cafés-restaurants, notamment. De même, l'organisation d'une Coupe du monde ou d'un Euro, permet à une nation (ou un binôme comme le cas Suisse-Autriche pour l'Euro 2008) de procéder à une efficace campagne de promotion et de s'équiper en stades, mais aussi en moyens de transports ou en hôtels, notamment. Les conséquences sur la hausse du produit national brut restent discutées, mais l'Organisation mondiale du tourisme met en avant la Coupe du monde pour expliquer la hausse importante du tourisme international en Allemagne en 2006 (+9,6 %).